# Mario Bonfiglio
Mario Adriano Bonfiglio (Messina, 15 maggio 1974) è un allenatore di calcio ed ex calciatore italiano, di ruolo attaccante.
Nella sua carriera ha totalizzato 95 presenze (e 15 reti) in Serie B.

## Carriera

### Giocatore
Nel Campionato Nazionale Dilettanti 1992-1993 giocò con il Vittoria segnando 15 reti e attirando le attenzioni del Modena che la stagione seguente lo ingaggiò impiegandolo in Serie B e confermandolo anche nella successiva stagione in Serie C1.
Nel 1995 passa al Teramo in Serie C2 dove rimane una stagione prima di tornare sui campi della terza serie con le maglie di Ancona (una stagione culminata nella promozione in Serie B dopo i play-off), Avellino (solo per un mese) e Juve Stabia (per due anni).
Nel 1999 torna a giocare in Serie B nelle file della neopromossa Fermana, in cui segna una sola rete in 17 partite; al termine della stagione i marchigiani retrocedono.
Nel 2000 si trasferisce al Benevento in Serie C1 dove realizza la sua migliore performance stagionale (13 reti).
La stagione seguente passa all'Ascoli dove contribuisce (con 4 reti in 15 incontri) alla vittoria del campionato con promozione dei bianconeri in Serie B; rimane nel club marchigiano anche nella successiva stagione, quando segna 7 reti (suo miglior bottino nel campionato cadetto) e pure nella prima parte della stagione seguente ancora in Serie B.
Nel gennaio 2004 si trasferisce al Pisa in Serie C1 dove rimane fino al settembre 2005, per trasferirsi al Pescara, dove disputa la sua ultima stagione in Serie B (3 gol in 27 incontri).
Dal 2006 passa alla Ternana dove milita per due stagioni in Serie C1.
Nel 2008 si trasferisce alla Pro Vasto in Serie D, dove contribuisce alla vittoria del campionato e alla contestuale promozione in Lega Pro Seconda Divisione, categoria nella quale milita l'anno seguente, il suo ultimo da professionista.
Nel dicembre 2010 passa ai dilettanti marchigiani dell'Atletico Azzurra Colli dove contribuisce alla salvezza della squadra che navigava in un periodo buio della stagione con la paura della retrocessione imminente per via della momentanea posizione in classifica tra le ultime della classe.
Nel campionato successivo rimane con l'Atletico Azzurra Colli, squadra della quale diventa capitano. Qui insieme al suo ex compagno di squadra Fabio Di Venanzio ai tempi dell'Ascoli, vince il campionato di seconda categoria marchigiana dove mette a segno 14 gol.
Nel campionato 2013-2014 passa all'A.P.D. AVIS Ripatransone, sempre nel girone D della Prima Categoria marchigiana. A metà anno cambia squadra e va a giocare con l'A.S.D. Piane di Morro.

### Allenatore
Ad Ascoli Piceno, città dove attualmente risiede, ha aperto la scuola calcio "Piccoli Diabolici" insieme con il collega ed ex compagno nell'Ascoli e nell'Atletico Azzurra Colli, Fabio Di Venanzio. Nel 2018 ricopre il ruolo di Allenatore e Responsabile tecnico del settore giovanile della società Marchigiana dell'Atletico Ascoli. Da Luglio 2023 è l'allenatore degli Under 14 Pro dell'Ascoli Calcio.

## Palmarès

### Club

#### Competizioni nazionali
- Campionato italiano Serie C: 1

Ascoli: 2001-2002
- Supercoppa di Serie C1: 1

Ascoli: 2002
- Campionato italiano Serie D: 1

Pro Vasto: 2008-2009
- Scudetto Dilettanti: 1

Pro Vasto: 2008-2009